# Via Tiberina

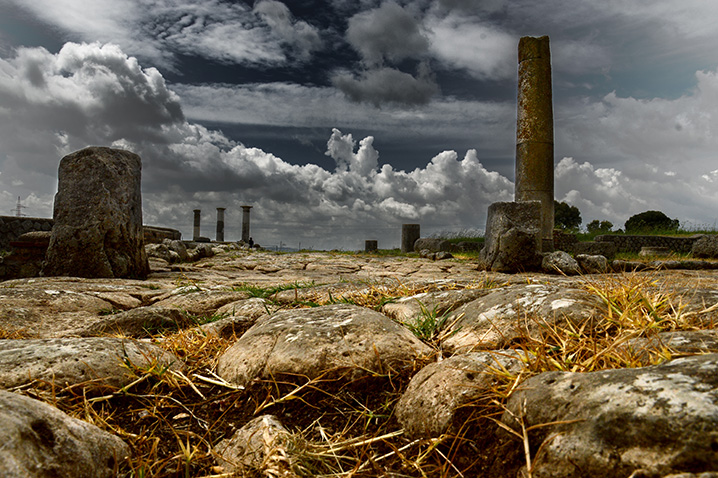
La Via Tiberina à Lucus Feroniae.

La Via Tiberina (en français Voie Tiberine) est une route antique qui, depuis la partie nord de Rome, suit la rive droite dans la vallée du Tibre, traverse la Sabine pour atteindre Ocriculum en Ombrie.

## Historique
La Via Tiberina, qui doit son nom à ce qu'elle suit le cours du Tibre, son utilisation est attestée dès la fin de la Préhistoire, sous forme d'une succession de tratturi reliant les sites antiques répartis le long du fleuve au même titre que la Via Salaria sur l'autre rive du Tibre.
Il est possible que la Via Tiberina se confond avec la Via Salaria, par laquelle les Étrusques transportent, dès le VIIe siècle av. J.-C., le sel depuis le Campus salinarum jusqu'aux abords de Rome.
Au cours du IVe siècle, Rome, après avoir définitivement vaincu les Véiens en 396 av. J.-C., occupe leur territoire et celui de leurs alliés. La Via Tiberina est alors aménagée pour répondre à de nouveaux besoins. Son tracé, qui suit moins systématiquement les reliefs, est rectifié et se rapproche de celui que la voie adopte à l'époque contemporaine,.
Si la Via Tiberina perd de son importance vers 220 av. J.-C. avec la réalisation de la Via Flaminia comme lien vers la haute Sabine et l'Ombrie, elle reste un itinéraire rapide et sûr pour acheminer vers Rome les denrées et matériaux dont le transport n'est pas confié à la navigation sur le Tibre ; elle conserve d'ailleurs ce statut jusqu'à l'époque moderne.

## Parcours
Au début de l'époque républicaine, la Via Tiberina part dans Rome du pont Sublicius qui, en aval de l'île Tibérine, relie la ville à la rive droite du fleuve.
Plus tard, avec la construction de la Via Flaminia, le tracé des deux voies se confond entre le pont Milvius et Prima Porta. Les deux tracés divergent ensuite et la Via Tiberina continue à suivre le fleuve au plus près. Aux abords de Civita Castellana, elle se divise en deux branches ; l'une rejoint directement la Via Flaminia tandis que l'autre traverse le fleuve (peut-être sur un bac) pour atteindre Poggio Sommavilla et se reconnecter à la Via Flaminia à l'approche d'Ocriculum.
Sur son parcours, elle dessert plusieurs sites antiques, de nombreuses villa romaine et passe à proximité des carrières dont est extrait le tuf de Grotta oscura.